# Szymon Piotr Herubowicz
Szymon Piotr (Piotr Szymon) Herubowicz herbu Prus – cześnik żmudzki w latach 1738-1774.
W 1764 roku podpisał elekcję Stanisława Augusta Poniatowskiego z Księstwa Żmudzkiego.